# شون براكيت
شون براكيت (بالإنجليزية: Sean Brackett)‏ هو لاعب كرة قدم أمريكية أمريكي، ولد في 3 نوفمبر 1991 في نورث بروفيدانس في الولايات المتحدة.